# Autographa metallica
Autographa metallica là một loài bướm đêm trong họ Noctuidae.